# Kaohua
Kaohua is een bestuurslaag in het regentschap Lembata van de provincie Oost-Nusa Tenggara, Indonesië. Kaohua telt 987 inwoners (volkstelling 2010).